# Kurt Kranz
Kurt Kranz (* 3. Mai 1910 in Emmerich; † 22. August 1997 in Wedel) war ein deutscher Maler, Grafiker und Hochschullehrer.

## Leben
Kranz machte von 1925 bis 1930 zunächst eine Lehre als Lithograph in Bielefeld und lernte dort 1929 László Moholy-Nagy kennen. Auf dessen Empfehlung studierte er am Bauhaus zunächst in Dessau, dann in Berlin bei Josef Albers, Joost Schmidt und dem Photographen Walter Peterhans. Ferner belegte Kranz Kurse bei Paul Klee und Wassily Kandinsky. Kurz vor der auf nationalsozialistischen Druck erfolgten Schließung des Bauhauses 1933 machte er sein Diplom.
Danach arbeitete er als Gebrauchsgraphiker und freier Maler in Berlin unter anderem bei Herbert Bayer in dessen Studio Dorland am Kurfürstendamm. 1938, nachdem sich Herbert Beyer in die USA abgesetzt hatte, empfahl er sich als dessen Nachfolger. Im Krieg wurde er als Soldat in Finnland eingesetzt.
Er kehrte erst 1946 nach Berlin zurück. 1950 erhielt er einen Ruf an die Hochschule für bildende Künste Hamburg und wirkte dort bis 1972. Gastdozenturen führten ihn nach Amerika und Japan, unter anderem an die Harvard University in Cambridge/USA. Nach seiner Emeritierung lebte und arbeitete er auf einem ehemaligen Bauernhof in der Provence in Frankreich.

## Werk
Kranz galt als einer der letzten wichtigen Bauhausschüler und fühlte sich dessen Ideen zeitlebens verpflichtet. Hier hatte er sich Anregungen für seine vorausgreifenden und wegbereitenden Impulse zur seriellen Kunst geholt und weiterentwickelt. Er vertrat den Standpunkt, dass schöpferische und wissenschaftliche Arbeit einander nicht ausschließen und dass auch die Kunst eine Forschungsdisziplin sein kann. Bei Klee, dessen „Pädagogisches Skizzenbuch“ er sich schon 1929 angeschafft hatte, sah er den Rückgriff der Kunst auf die Muster der Natur, eine Erfahrung, die sich noch in seiner „Ammoniten“-Bildserie von 1975 spiegelt, in der die zentrifugale Kraft der Spiralform erprobt und in wechselnden Form- und Farbkonstellationen durchgespielt wird. Bei Peterhans hatte er sich den Anstoß geholt, frei und frech auf dem Gebiet der Photographie und Photomontage zu experimentieren. Obwohl man in diesen Montagen und Collagen der frühen dreißiger Jahre sehr deutlich das Umfeld der Zeitgenossen von Max Ernst bis zu Hannah Höch und nicht zuletzt auch die kühnen Bildfindungen der Bauhaus-Photographie mitsieht, hatten gerade diese Arbeiten von Kranz auch später noch den Reiz des ganz Neuen.

## Ausstellungen
- 1949: 22 Berliner Bauhäusler stellen aus, Berlin
- 1960: Kurt Kranz, Museum für Kunst und Gewerbe Hamburg
- 1973: Kurt Kranz. Bauhaus and Today, The Corcoran Gallery of Art, Washington, DC
- 1984: Kurt Kranz. Bauhaus und heute, Galerie Rolf Ohse, Bremen
- 1986: Werner Graeff, Kurt Kranz: Zwei Künstler aus dem Bauhaus, 10. Januar – 23. Februar 1986, Städtisches Museum Simeonstift, Trier
- 1990: Das unendliche Bild, Hamburger Kunsthalle
- 1991: Das unendliche Bild, Josef Albers Museum, Bottrop
- 2000: Description and image, Retrospektive zum 90.Geburtstag, M-ART Galerie, Hamburg
- 2000: Folgen-Sequenzen-Reihen Kunsthalle Bremen, Bremen

## Schriften
- Winteralltag im Urwald Lapplands. Eine Bildreihe von der finnischen Urwaldfront, Limpert, Berlin 1944.
- Sehen, verstehen, lieben. 3 Schritte in die Kunst, Mensch und Arbeit, München 1963.
- Bauhaus and today, Selbstverlag, Hamburg 1973.

## Filme
- Frank Withford: Bauhaus: The Face of the 20th Century, UK 1994